# 马里诺波利斯
马里诺波利斯是巴西圣保罗州的一个市镇。总面积78.095平方公里，总人口2274人，人口密度29.1人/平方公里。